# IBM Cloud Video
IBM Cloud Video, antigamente Ustream, é uma empresa fundada em 2007 que fornece serviços de streaming de vídeo para mais de 80 milhões de telespectadores e radiodifusores. Sediada em São Francisco e tem mais de 180 funcionários em seus escritórios em São Francisco, Los Angeles e Budapeste. Entre os parceiros da empresa estão Panasonic, Samsung, Logitech, CBS News, PBS NewsHour, Viacom, e IMG Media. Recebeu $ 11.1 milhões no financiamento da Series A funding para o desenvolvimento de novos produtos da DCM (Doll Capital Management) e investidores Labrador Ventures e  Band of Angels. É propriedade de uma companhia americana do mesmo nome, Ustream, Inc., sede em San Francisco, Califórnia. Ustream foi um dos serviços de streaming de jogos ao vivo para a PlayStation 4. da Sony.

## História
Ustream nasceu quando os fundadores (John Ham, Brad Hunstable e Dr. Gyula Feher) queriam uma maneira para seus amigos no exército, que foram enviados para o exterior no Iraque durante a guerra, poderem se comunicar com suas famílias. Um produto como o Ustream lhes proporcionaria uma maneira de falar com todos os seus parentes de uma vez quando o tempo livre na zona de guerra era limitado. 
Lançando sua versão beta pública em março de 2007, o Ustream é um de uma série de sites de vídeo ao vivo, incluindo Justin.tv, Livestream e Bambuser . A empresa tem visto um crescimento significativo nos campos político, de entretenimento e de tecnologia. 
O Ustreamfoi usado por muitas pessoas notáveis: políticos como Hillary Clinton, Barack Obama ou John Edwards ou artistas como Tori Amos e o Plain White T's. Lifecasters notáveis como iJustine e E-TARD The LifeCaster também fizeram sua marca no Ustream. A comunidade de tecnologia também adotou Ustream para incluir  Robert Scoble, Leo Laporte, e Chris Pirillo.
Em 21 de janeiro de 2016, a IBM adquiriu a Ustream. Ele será combinado com Aspera, Clearleap e Cleversafe para formar a unidade de vídeo em nuvem da IBM. A IBM imaginou o uso de sua tecnologia como parte de uma oferta de vídeo corporativo.
Em 1 de abril de 2018, Ustream foi renomeado para IBM Cloud Video.

## Serviço pago
O serviço básico do Ustream é gratuito e é suportado por receitas publicitárias. Um serviço pago chamado Watershed era anteriormente disponível, cobrando os radiodifusores em uma base por espectador e permitindo tanto o serviço ad-free ou propagandas fornecidas pelo radiodifusor. Em 2013, Ustream eliminou o programa de Watershed para seus Pro Broadcasting Services, com base em encargos mensais para as emissoras.

## Bloqueio automático de conteúdo
Ustream usa um serviço de aplicação de direitos autorais fornecidas pelo Vobile, que usa uma proprietária fingerprinting sistema para detectar automaticamente o conteúdo com direitos autorais.  Este sistema tem sido conhecido por gerar o que são considerados por alguns como falsos positivos, bloqueando o conteúdo que deve cair sob uso justo, ou que tenha sido especificamente licenciado pelo remetente do fluxo. Em um desses incidentes, o livecast oficial da cerimônia de entrega do Hugo Award 2012 foi encerrado porque incorporou clipes autorizados de programas de televisão e filmes nomeados, causando "uma enxurrada de mensagens do Twitter". O dia seguinte, Ustream pediu desculpas pelo incidente e desativou temporariamente o bloqueio automático enquanto ajustava o sistema para "equilibrar melhor as necessidades dos radiodifusores, telespectadores e detentores de direitos autorais". 

## Dispositivos adequados para a aplicação Ustream
Posteriormente, a Ustream desenvolveu o aplicativo Ustream Everywhere para transmitir e assistir a transmissões ao vivo de qualquer lugar e dispositivo:
- IPad e tablets Android
- IPhone
- Telefones Android
- Telefones com Windows Phone .
- TVs conectadas: Panasonic Viera Cast, Boxee e Google TV: o canal Ustream também está disponível em todos os decodificadores e para TVs inteligentes .
- Facebook: o aplicativo gratuito Ustream for Facebook permite ao usuário criar comunidades em torno de seu canal em sua página no Facebook e pode assistir e reproduzir vídeos nessa plataforma.